# The Reckoning (Within Temptation)
The Reckoning è un singolo del gruppo musicale olandese Within Temptation, pubblicato nel 2018 ed estratto dall'album Resist. Il brano ha visto il gruppo collaborare con il cantante statunitense Jacoby Shaddix.

## Tracce
Versione Standard
1. The Reckoning – 4:11

## Video
Il videoclip della canzone è stato girato sull'isola di Fuerteventura (Spagna).

## Formazione
- Sharon den Adel – voce
- Martijn Spierenburg – tastiera
- Stefan Helleblad – chitarra
- Ruud Jolie – chitarra
- Jeroen van Veen – basso
- Mike Coolen – batteria
- Jacoby Shaddix – voce (come ospite)